# Halo 2
Halo 2 – gra komputerowa z gatunku first-person shooter, wydana 9 listopada 2004 roku przez Bungie na konsolę Xbox. Druga z serii Halo. 31 maja 2007 roku została wydana również na platformę PC.
Tak samo jak poprzednik, korzysta z silnika Havok, dodano nowe miejsca, nową broń, pojazdy oraz mapy do rozgrywki wieloosobowej. Gracz wciela się ponownie w rolę super-żołnierza – Master Chiefa. Akcja się rozgrywa  podczas konfliktu w XXVI wieku pomiędzy United Nations Space Command a obcymi – Covenantami.
W czasie wydania była najpopularniejszą grą w serwisie Xbox Live. Jest na pierwszym miejscu listy najlepiej sprzedających się gier na konsolę Xbox, do czerwca 2006 roku sprzedano ponad 8 milionów egzemplarzy.
Halo 2 otrzymała wysokie oceny w wersji na konsolę Xbox i nieco niższe w wersji na PC, w agregatorze GameRankings, odpowiednio 94,57% i 72,67%, natomiast w Metacritic – 95/100 i 72/100. Gra otrzymała wiele nagród; w Akademii Sztuk i Nauk Interaktywnych w 2004 roku gra otrzymała nagrody w kategoriach: najlepszej gry konsolowej (Best Console Game), najlepszej gry akcji (Best Action Game) i najlepszej gry wieloosobowej (Best Online Multiplayer).
W 2014 roku Halo 2 doczekało się gruntownego odświeżenia wizualnego, z możliwością przełączania się każdej chwili pomiędzy odnowioną, a oryginalną oprawą wizualna, w postaci gry Halo 2 Anniversary, która stała się częścią  Halo: The Master Chief Collection.